# 全国建設業協会
一般社団法人全国建設業協会（ぜんこくけんせつぎょうきょうかい、英文名：National General Contractors Association of Japan）は全国47都道府県約1万8000社の建設会社から構成される業界団体。略称は全建。現会長は戸田建設の今井雅則会長（2024年6月時点）。

## 概要
建設分野を代表する業界団体のひとつ。全国47都道府県ごとの各建設業協会が結集して構成する全国的組織が全国建設業協会である。大企業を中心に150社ほどで構成される日本建設業連合会が大企業の団体であるのに対して、全国の建設会社18,494社（2023年6月時点）から構成され、資本金1億円以下の企業が全体の97.1％を占める全国建設業協会は中小企業の建設会社の団体とも言える。
総合建設企業で組織する各都道府県の建設業団体を結集し、建設業を経済的、社会的及び技術的に向上させ、建設業の健全なる発展を図り、併せて公共の福祉の増進に寄与することを目的に活動している。

## 沿革
- 1919年 - 前身団体日本土木建築請負業者連合会設立[4]
- 1948年 - 任意団体全国建設業協会設立[5]
- 1955年 - 社団法人に組織変更
- 2012年 - 一般社団法人へ移行

## 歴代会長
全国建設業協会
- 安藤清太郎（安藤建設）：1948年 - 1954年

社団法人全国建設業協会
- 清水康雄（清水建設）：1954年 - 1960年
- 大林芳郎（大林組）：1960年 - 1964年
- 大島義愛（ナカノフドー建設）：1964年 - 1967年
- 地崎宇三郎（地崎工業）：1967年 - 1972年
- 鴻池藤一（鴻池組）：1972年 - 1978年
- 戸田順之助（戸田建設）：1978年 - 1984年
- 奥村俊夫（奥村組）：1984年 - 1986年
- 鴻池藤一（鴻池組）：1986年 - 1990年
- 藤田晋（安藤建設）：1990年 - 1996年
- 錢高一善（錢高組）：1996年 - 2002年
- 前田靖治（前田建設工業）：2002年 - 2008年
- 淺沼健一（淺沼組）：2008年 - 2012年

一般社団法人全国建設業協会
- 淺沼健一（淺沼組）：2012年 - 2014年
- 近藤晴貞（西松建設）：2014年 - 2020年
- 奥村太加典（奥村組）：2020年 - 2024年
- 今井雅則（戸田建設）：2024年 - 現在